# Les Bois maudits
Pour plus de détails, voir Fiche technique et Distribution.
Les Bois maudits est un téléfilm franco-belge réalisé par Jean-Marc Rudnicki d'après un scénario d'Olivier Berclaz, et diffusé pour la première fois en France le 25 décembre 2021 sur France 3.
Ce polar est une coproduction de Scarlett Production, France Télévisions, Be-FILMS et la RTBF (télévision belge), réalisée avec la participation de la Radio télévision suisse (RTS) et de TV5 Monde,.

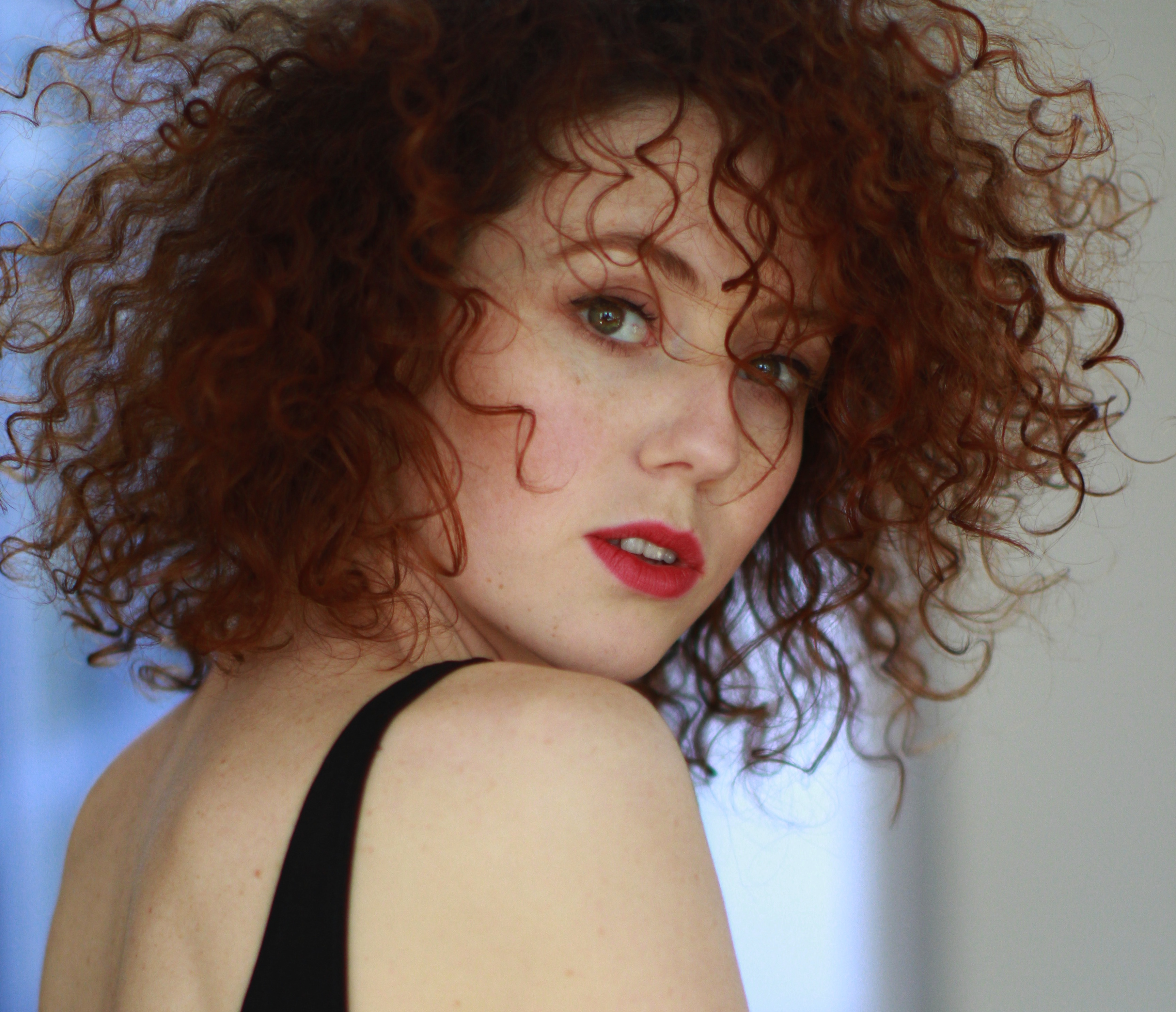
Blandine Bellavoir.

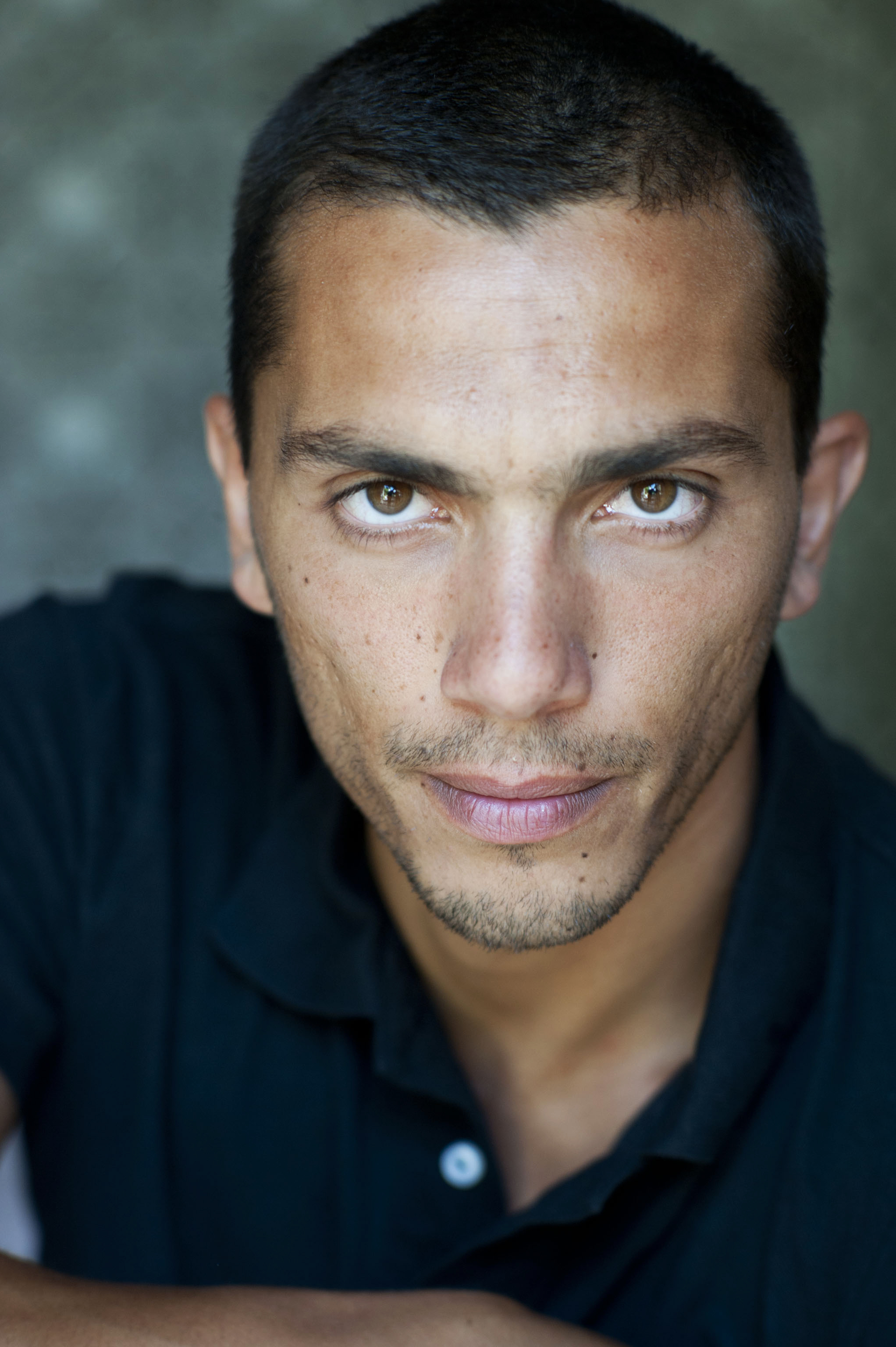
Samir Boitard.

## Synopsis
La lieutenante Justine Verard est appelée sur une scène de crime dans la forêt du massif de la Chartreuse où des bûcherons ont découvert un corps suspendu dans les arbres comme une marionnette, au moyen de poulies et de cordages. Sur la scène de crime, elle trouve une énigme en latin, gravée dans le bois.
Elle doit mener l'enquête avec le capitaine Mehdi Djaoud de la section de recherche de Grenoble, qu'elle tient pour responsable de la mort de son mari, tué quelques années plus tôt.
Mais Justine Verard est également préoccupée par la santé de sa fille Léa, qui est atteinte d'un cancer et est en attente d'une greffe de moelle osseuse.
Bientôt, une deuxième victime est retrouvée suspendue comme une marionnette à un remonte-pente, avec à ses pieds une deuxième énigme gravée dans le bois : « Segundo de Trinitate ». Il devient clair pour les deux enquêteurs qu'un troisième meurtre se prépare…

## Fiche technique
Sauf indication contraire, les informations mentionnées dans cette section peuvent être confirmées par la base de données cinématographiques Allociné,  présente dans la section « Liens externes ».
- Titre français : Les Bois maudits
- Réalisation : Jean-Marc Rudnicki[1],[2],[3],[4]
- Scénario : Olivier Berclaz[2],[4]
- Musique : Christophe Lapinta[4],[5]
- Décors : Ramora
- Costumes : Mélanie Gautier
- Photographie : Serge Dell'Amico
- Montage : Sylvie Laugier, Romain Huonnic
- Production : Florence Dormoy
- Sociétés de production : Scarlett Production, France Télévisions, Be-FILMS, RTBF
- Pays de production :  France /  Belgique
- Langue originale : français
- Format : couleur
- Genre : Drame, Film policier
- Durée : 90 minutes
- Dates de première diffusion :
  - France : 25 décembre 2021[2] sur France 3

## Distribution
Sauf indication contraire, les informations mentionnées dans cette section peuvent être confirmées par la base de données cinématographiques Allociné,  présente dans la section « Liens externes ».
- Blandine Bellavoir : lieutenante Justine Verard
- Samir Boitard : capitaine Mehdi Djaoud
- Stéphan Wojtowicz : commandant Yohann Pennec
- Camille Moutawakil : sergent  Évelyne Bencotes
- Francois Praud : Christophe Monin
- Romane Libert : Léa Verard
- Coline d'Inca : Carine Castagni
- Côme Thieulin : Franck Martinet
- Margaux Lenot : Marie Drapa
- Francine Lorin-Blazquez : Nathalie Pascal
- Nadia Larbiouene : Véronique Michalat
- Laurent Giroud : Antoine Michallat
- Cristelle Ledroit : Valérie Martinet
- Melanie Baxter-Jones : Claire Drapa
- François Morel : Père Mollaret
- Pasquale d'Inca : Le légiste
- Matthieu Loos : Fred Verard

## Production

### Genèse et développement
Le scénario est de la main d'Olivier Berclaz, et la réalisation est assurée par Jean-Marc Rudnicki,,.
La production est assurée par Florence Dormoy pour Scarlett Production.

### Tournage
Le tournage se déroule du 27 avril au 24 mai 2021 dans la Forêt domaniale de Grande Chartreuse dans le col du Coq du massif de la Chartreuse, dans les Alpes,.

## Accueil

### Diffusions et audience
En France, le téléfilm, diffusé le 25 décembre 2021 sur France 3, est regardé par 4 340 000 téléspectateurs et se classe 1er avec 23,9 % du public,,.
Lors de sa rediffusion le 28 janvier 2023 sur France 3, il est regardé par 3 860 000 téléspectateurs et permet à la chaîne publique de se classer à nouveau en tête des audiences.
La rediffusion du 14 décembre 2023 attire 2 650 000 téléspectateurs et se classe deuxième derrière le final de la série Panda avec Julien Doré.

### Accueil critique
Le magazine Télé-Loisirs estime que « Classique sur le papier, le duo d'enquêteurs mal assortis fonctionne ici parfaitement, grâce à ses comédiens, et particulièrement à Blandine Bellavoir, excellente en enquêtrice écorchée vive. Pour le reste, l'enquête se suit avec plaisir, car elle est moins simple qu'à l'accoutumée et que le thème des marionnettes est intrigant. ». Lors de la rediffusion de décembre 2023, Stéphanie Fuzeau ajoute : « Outre une intrigue assez originale, ce polar met en avant un duo complémentaire porté par un tandem de comédiens au diapason. Il y a une belle authenticité chez Blandine Bellavoir et Samir Boitard, qui donnent chair à des personnages rongés par les non-dits et frappés par les coups du sort. Et qui ont en commun un passé douloureux et un avenir lumineux. Mention spéciale à Romane Libert - alias Lucie Boher pour les inconditionnels de Plus belle la vie - bouleversante… ».
Pour Frédéric Lohézic, du magazine Télé 7 jours, « Le massif de la Chartreuse constitue un envoûtant personnage à lui seul, dans ce thriller porté haut la main par le duo Blandine Bellavoir - Samir Boitard. Romane Libert - Lucie Boher, pour les fans de Plus belle la vie - est particulièrement émouvante en petite fille gravement malade, mais qui garde toujours le sourire ».
Le quotidien Le Parisien donne 3 étoiles sur 5 au téléfilm et estime que « Si quelques scènes – on pense au dénouement notamment- auraient mérité davantage de soin, le duo chien et chat fonctionne bien entre les enquêteurs et l'intrigue regorge de belles idées. S'offrant pour théâtre le massif forestier de la Chartreuse, ce polar bien ficelé se regarde avec plaisir ».
Par contre, pour Pierre Ancery du magazine Télérama, Les Bois maudits est « un téléfilm poussif, rempli de clichés ».